# Paralía Vathéos
Paralía Vathéos (Paralia Vatheos) är en ort i Grekland.   Den ligger i prefekturen Nomós Evvoías och regionen Grekiska fastlandet, i den östra delen av landet, 50 km norr om huvudstaden Aten. Paralía Vathéos ligger 11 meter över havet och antalet invånare är 602.
Terrängen runt Paralía Vathéos är kuperad åt nordväst, men åt sydost är den platt. Havet är nära Paralía Vathéos åt sydost.Runt Paralía Vathéos är det ganska tätbefolkat, med 134 invånare per kvadratkilometer. Närmaste större samhälle är Chalkída, 5,4 km norr om Paralía Vathéos. Trakten runt Paralía Vathéos består till största delen av jordbruksmark.